# Mercedes W14
Mercedes W14, официально Mercedes-AMG F1 W14 E Performance — гоночный автомобиль с открытыми колёсами для гонок Формулы-1, разработанный и построенный командой Mercedes AMG Petronas Formula One Team для участия в чемпионате мира Формулы-1 2023 года. Автомобиль пилотируют Льюис Хэмилтон и Джордж Расселл.

## Ранний дизайн и разработка
Руководитель команды Тото Вольфф утверждал осенью 2022 года, что W14 будет иметь «другую ДНК» по сравнению с предшественником W14, Mercedes W13, после сложного сезона 2022 года, которая вывела их из борьбы за звание чемпиона мира.

## Результаты выступлений в чемпионате
| Легенда к таблице |                                                                    |
| --- | ------------------------------------------------------------------ |
| В таблице перечислены результаты всех Гран-при Формулы-1, в которых использовался автомобиль. Строками таблицы являются сезоны, столбцами — этапы чемпионата мира. В каждой клетке указаны сокращённое название этапа и результат, дополнительно обозначенный цветом. Расшифровка обозначений и цветов представлена в нижеследующей таблице. |                                                                    |
| \| Пример \| Описание \| \| ------------ \| ------------------------------------------------------------------ \| \| 1 \| Победитель \| \| 2 \| Второе место \| \| 3 \| Третье место \| \| 5 \| Финишировал, заработав очки \| \| Сход \| Не финишировал, но при этом заработал очки \| \| 12 \| Финишировал, не получив очков \| \| НКЛ \| Финишировал, но не попал в финальную классификацию \| \| 15 \| Участвовал вне зачёта, либо по отдельной классификации \| \| 18 \| Не финишировал, но попал в финальную классификацию \| \| Сход \| Не финишировал \| \| НКВ \| Не прошёл квалификацию \| \| НПКВ \| Не прошёл предквалификацию \| \| ДСК \| Дисквалифицирован \| \| ИСК \| Исключён из протокола соревнований \| \| ТТ \| Заявлен для участия только в тренировках \| \| НС \| Участвовал в квалификации, но не стартовал в гонке \| \| Т \| Травмирован или болен \| \| ОТК \| Отказ от участия \| \| НТР \| Прибыл на соревнования, но на трассу не выезжал \| \| НПР \| Был заявлен в числе участников, но не прибыл к началу соревнований \| \| О \| Соревнования отменены \| \| \| Не участвовал \| \| Поул-позиция \| \| \| Быстрый круг \| \| |                                                                    |
| Пример | Описание                                                           |
| 1 | Победитель                                                         |
| 2 | Второе место                                                       |
| 3 | Третье место                                                       |
| 5 | Финишировал, заработав очки                                        |
| Сход | Не финишировал, но при этом заработал очки                         |
| 12 | Финишировал, не получив очков                                      |
| НКЛ | Финишировал, но не попал в финальную классификацию                 |
| 15 | Участвовал вне зачёта, либо по отдельной классификации             |
| 18 | Не финишировал, но попал в финальную классификацию                 |
| Сход | Не финишировал                                                     |
| НКВ | Не прошёл квалификацию                                             |
| НПКВ | Не прошёл предквалификацию                                         |
| ДСК | Дисквалифицирован                                                  |
| ИСК | Исключён из протокола соревнований                                 |
| ТТ | Заявлен для участия только в тренировках                           |
| НС | Участвовал в квалификации, но не стартовал в гонке                 |
| Т | Травмирован или болен                                              |
| ОТК | Отказ от участия                                                   |
| НТР | Прибыл на соревнования, но на трассу не выезжал                    |
| НПР | Был заявлен в числе участников, но не прибыл к началу соревнований |
| О | Соревнования отменены                                              |
| | Не участвовал                                                      |
| Поул-позиция |                                                                    |
| Быстрый круг |                                                                    |

| Год  | Команда  | Двигатель                                 | Ш | Гонщики        | 1   | 2   | 3    | 4   | 5   | 6   | 7   | 8    | 9   | 10  | 11  | 12  | 13  | 14  | 15  | 16  | 17   | 18  | 19  | 20   | 21  | 22  | Место | Очки |
| ---- | -------- | ----------------------------------------- | - | -------------- | --- | --- | ---- | --- | --- | --- | --- | ---- | --- | --- | --- | --- | --- | --- | --- | --- | ---- | --- | --- | ---- | --- | --- | ----- | ---- |
| 2023 | Мерседес | Mercedes-AMG F1 M14 E Performance 1,6 V6T | P |                | БАХ | САУ | АВС  | АЗЕ | МАЙ | МОН | ИСП | КАН  | АВТ | ВЕЛ | ВЕН | БЕЛ | НИД | ИТА | СИН | ЯПО | КАТ  | США | МЕХ | САП  | ЛАС | АБУ | 2     | 409  |
| 2023 | Мерседес | Mercedes-AMG F1 M14 E Performance 1,6 V6T | P | Льюис Хэмилтон | 5   | 5   | 2    | 6   | 6   | 4   | 2   | 3    | 8   | 3   | 4   | 4   | 6   | 6   | 3   | 5   | Сход | ДСК | 2   | 8    | 7   | 9   | 2     | 409  |
| 2023 | Мерседес | Mercedes-AMG F1 M14 E Performance 1,6 V6T | P | Джордж Расселл | 7   | 4   | Сход | 8   | 4   | 5   | 3   | Сход | 7   | 5   | 6   | 6   | 17  | 5   | 16  | 7   | 4    | 5   | 6   | Сход | 8   | 3   | 2     | 409  |

### Комментарии
1. 1 2 3  Получил дополнительные два очка за седьмое место в спринте.
2. ↑  Получил дополнительные четыре очка за пятое место в спринте.
3. ↑  Получил дополнительные семь очков за второе место в спринте.
4. 1 2 3  Получил дополнительные пять очков за четвёртое место в спринте.
5. 1 2 3  Получил дополнительное очко за восьмое место в спринте.